# Mykola Schaparenko
Mykola Wolodymyrowytsch Schaparenko (ukrainisch Микола Володимирович Шапаренко, wiss. Transliteration Mykola Volodymyrovyč Šaparenko, FIFA-Schreibweise nach engl. Transkription: Mykola Volodymyrovych Shaparenko; * 4. Oktober 1998 in Welyka Nowosilka, Oblast Donezk) ist ein ukrainischer Fußballspieler, der seit Sommer 2015 beim Erstligisten Dynamo Kiew unter Vertrag steht. Der Mittelfeldspieler ist außerdem ukrainischer Nationalspieler.

## Karriere

### Verein
Schaparenko ist ein Produkt der Jugendabteilung von Illitschiwez Mariupol. Bei der 2:6-Heimniederlage gegen Schachtar Donezk am 5. April 2015 debütierte er mit 16 Jahren in der höchsten ukrainischen Spielklasse. Bereits in seinem zweiten Einsatz beim 4:1-Heimsieg gegen Olimpik Donezk am 30. Mai erzielte er sein erstes Tor. Mit 16 Jahren und 238 Tagen wurde er damit zum zweitjüngsten Torschützen in der Liga hinter Wassyl Demydjak, der bei seinem Treffer am 10. September 1994 für Nywa Winnyzja eine Woche jünger war.
Im Juni 2015 wechselte Schaparenko zum Ligakonkurrenten Dynamo Kiew. Dort spielte er für zwei Jahre in der Reservemannschaft der Hauptstädter, bevor er am 18. November 2017 (16. Spieltag) auch für die erste Mannschaft sein Debüt bestreiten durfte. Beim 2:0-Heimsieg im Ligaspiel gegen den FK Sirka Kropywnyzkyj wurde er in der Nachspielzeit der zweiten Spielhälfte für Júnior Moraes eingewechselt. Sein erstes Tor erzielte er in der Meisterrunde der Saison 2017/18 beim 3:2-Sieg gegen seinen ehemaligen – den inzwischen in FK Mariupol umbenannten – Arbeitgeber in deren Wirkungsstätte am 1. April 2018. In der folgenden Spielzeit 2018/19 gewann er mit seinem Verein den ukrainischen Supercup mit einem 1:0-Sieg gegen den Rivalen Schachtar Donezk. In der nächsten Spielzeit 2019/20 verlor er seinen Stammplatz, den er sich jedoch wieder in der darauffolgenden Saison 2020/21 zurückerlangen konnte.

### Nationalmannschaft
Schaparenko durchlief diverse ukrainische Junioren-Auswahlen, bevor er am 31. Mai 2018 im Freundschaftsspiel gegen Marokko sein Debüt für die A-Auswahl gab.
Bei der Europameisterschaft 2021 stand er im Aufgebot der Ukraine, die im Viertelfinale gegen England ausschied.

## Erfolge
Dynamo Kiew
- Ukrainischer Supercup: 2018, 2020
- Ukrainischer Meister: 2020/21
- Ukrainischer Pokalsieger: 2019/20